# Pierre Thorsson
Pierre Thorsson, né le 21 juin 1966 à Linköping, est un ancien joueur suédois de handball. Cadre de l'équipe nationale de Suède, il est triple champion d'Europe, double champion du monde et trois fois vice-champion olympique.

## Palmarès de joueur

### Sélection nationale
- Jeux olympiques[2]
  -  Médaille d'argent aux Jeux olympiques de 1992 de Barcelone,  Espagne
  -  Médaille d'argent aux Jeux olympiques de 1996 d'Atlanta,  États-Unis
  -  Médaille d'argent aux Jeux olympiques de 2000 de Sydney,  Australie
- Championnats du monde
  -  Médaille d'or au Championnat du monde 1990,  Tchécoslovaquie
  -  Médaille d'or au Championnat du monde 1999,  Égypte
  -  Médaille d’argent au Championnat du monde 1997,  Japon
  -  Médaille de bronze au Championnat du monde 1993,  Suède
  -  Médaille de bronze au Championnat du monde 1995,  Islande
- Championnat d'Europe
  -  Médaille d'or au Championnat d'Europe 1994,  Portugal
  -  Médaille d'or au Championnat d'Europe 1998,  Italie
  -  Médaille d'or au Championnat d'Europe 2000,  Croatie

### Club
- Compétitions internationales
  - Finaliste de la Ligue des champions en 2004
- Compétitions nationales
  - Championnat d'Italie (1) : 2003
  - Coupe d'Italie (1) : 2003
  - Championnat d'Allemagne (1) : 2004
  - Coupe d'Allemagne (2) : 2001, 2004

### Distinctions personnelles
- élu meilleur ailier droit du Championnat d'Europe 1994